# Émile Lauvrière
Émile-Joseph Lauvrière, né à Avranches le 2 décembre 1866 et mort à Paris le 21 octobre 1954, est un historien français de l’Acadie.

## Biographie
Docteur ès lettres, Émile Lauvrière a fait ses études à Paris et les a complétées à Londres. Angliciste, il a consacré à Edgar Poe une thèse intitulée Edgar Poe, un génie morbide qu’il publiera à Paris chez Alcan en 1904 sous le titre Edgar Poe, sa vie et son œuvre ; étude de psychologie pathologique. Il rédige ensuite une biographie d’Alfred de Vigny, avant de se consacrer à l’étude de la versification de Tennyson.
Une étude du poème de Longfellow, Évangéline, qui relate la déportation des Acadiens, va être pour Lauvrière l’occasion d’une réorientation de ses centres d’intérêt : ayant découvert, à cette occasion, l’histoire du peuple acadien, il va en faire son sujet d’étude, ce qui va l’amener à publier en 1922, chez Bossard, la Tragédie d’un peuple ; histoire du peuple acadien de ses origines à nos jours. Lauvrière passera les trois décennies suivantes à l’étude de l’histoire acadienne, histoire qui fut désormais loin d’être un seul sujet de recherche universitaire pour Lauvrière qui paya également de sa personne en fondant avec le diplomate Robert de Caix de Saint-Aymour le comité France-Acadie dont la vocation était d’offrir des bourses aux Acadiens désireux d’effectuer leurs études en France, ainsi que d’envoyer des ouvrages en langue française en Acadie.

## Publications
- Edgar Poe, sa vie et son œuvre, étude de psychologie pathologique, Paris, F. Alcan, 1904, prix Marcelin Guérin de l’Académie française en 1905.
- Alfred de Vigny ; sa vie et son œuvre, Paris A. Colin, 1909, prix Montyon de l’Académie française en 1910.
- (fr) Repetition and parallelism in Tennyson, Londres, H. Frowde ; Oxford university press, 1910.
- Contes et Poésies (traduction d'œuvres d'Edgar Poe), Paris, La Renaissance du Livre, 1917
- La Tragédie d’un peuple histoire du peuple acadien de ses origines à nos jours, Paris, Bossard, 1922, Grand Prix Gobert de l’Académie française en 1924.
- Deux Traîtres d’Acadie et leur victime : les Latour père et fils et Charles d’Aulnaie, Montréal, Granger frères, 1932.
- Histoire de la Louisiane française, 1673-1939, Paris, Librairie Orientale et Américaine, 1940, prix Louis-Paul-Miller de l’Académie française.
- Brève Histoire tragique du peuple acadien : son martyre et sa résurrection, Paris, A. Maisonneuve, 1947.
- Autobiographie, Memramcook, Université Saint-Joseph, 1952.